# San Fabián (Cile)
San Fabián è un comune del Cile della provincia di Punilla, nella Regione di Ñuble. Al censimento del 2002 possedeva una popolazione di 3.646 abitanti.

## Società

### Evoluzione demografica
| Censimento del 1992 | Censimento del 2002 |
| 3.803 ab.           | 3.646 ab.           |